# De to Guldgravere
De to Guldgravere er et dansk stumt melodrama fra 1909 produceret af Nordisk Films Kompagni og instrueret af Viggo Larsen.

## Handling
I det fjerne vesten søger to mænd lykken i guldminerne. Mændene nærer et tæt venskab, men da den forførende indianerkvinde Minka dukker op med et uhyggeligt tilbud, står den ene pludselig i et svært dilemma. Kan han modstå fristerinden og længslen efter guld?

## Medvirkende
- Viggo Larsen, som guldgraver
- Rigmor Jerichau, som guldgraver
- Gudrun Kjerulf